# Lalique Museum

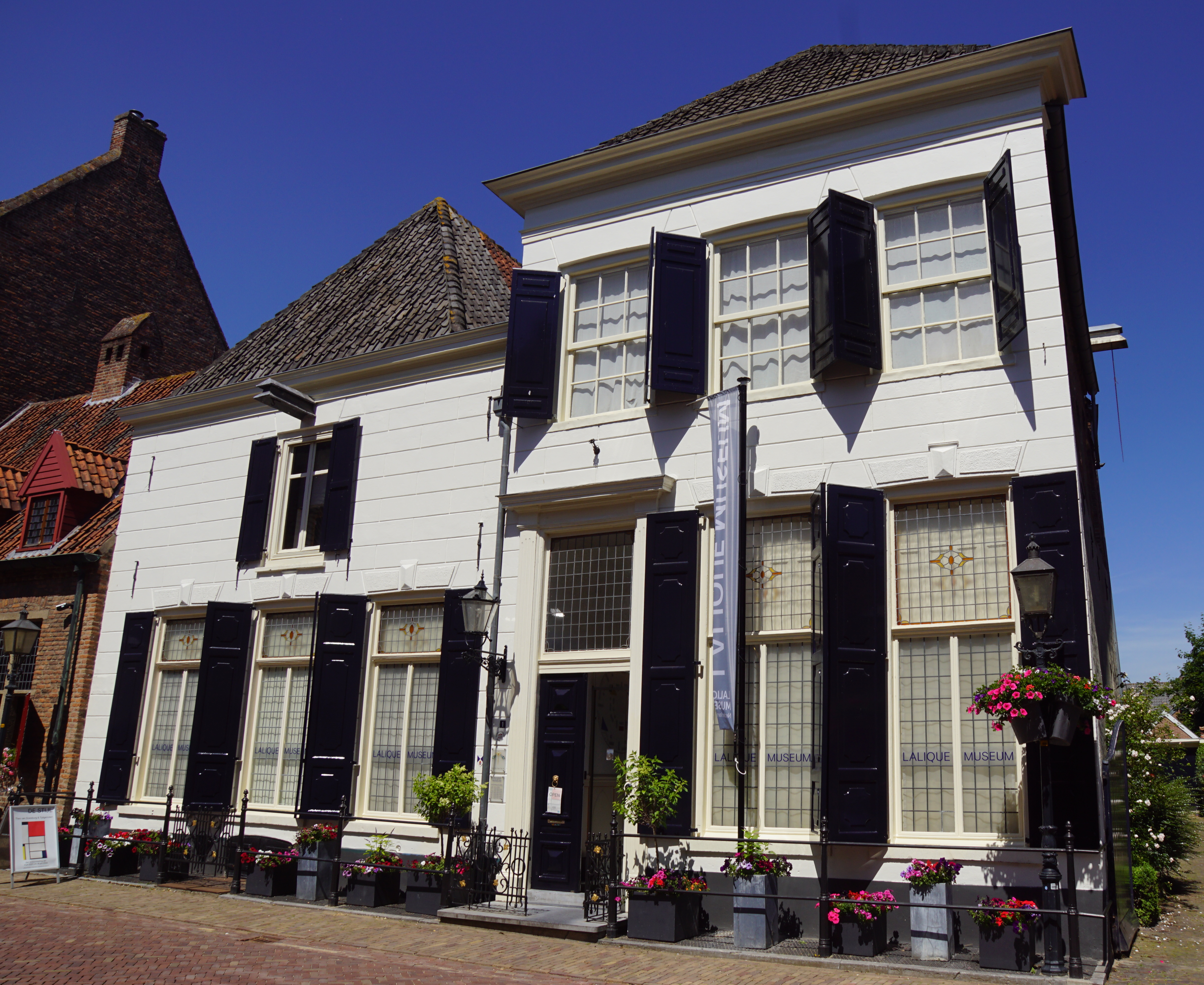
Het Lalique Museum (2022).

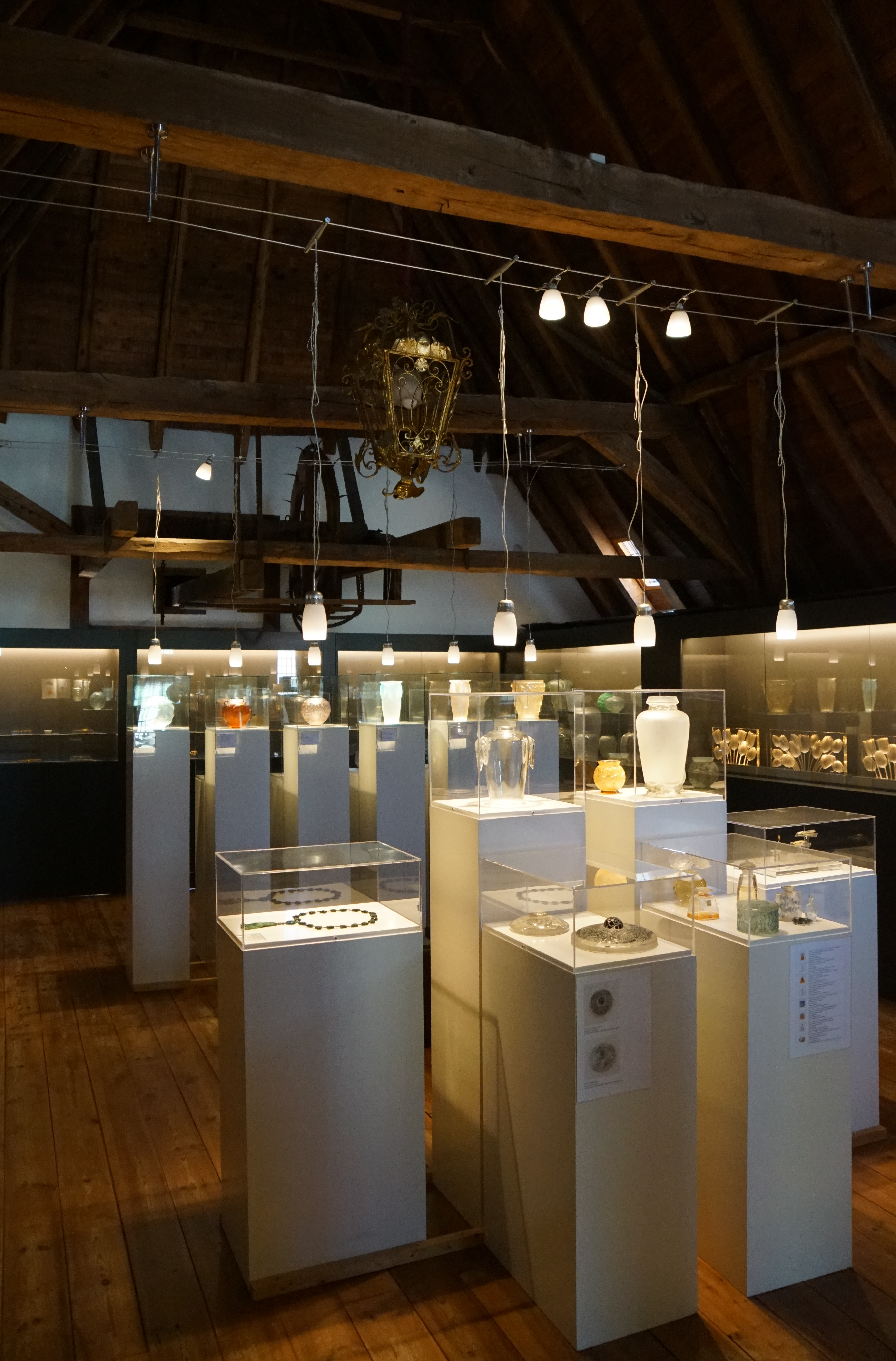
Interieur.

Lalique Museum Nederland (officieel: Stichting Société Musée Lalique Pays Bas) is een museum in het centrum van de Nederlandse Hanzestad Doesburg. Het museum is opgericht in 2011 en is gevestigd in het centrum van de historische Hanzestad Doesburg. Het museum bevindt zich in drie historische panden, waar glas, sierobjecten en juwelen getoond worden van de Franse juwelen- en glasontwerper René Lalique (1860-1945). Hieronder vallen de juwelen van het museum, de parfumflacons, de “carhood ornaments”, beelden, tafelwaar en vazen. Naast de vaste collectie organiseert het museum wisseltentoonstellingen over Lalique en zijn tijdgenoten uit de art deco en de art nouveau-tijdperken met een tentoonstellingsradius van circa 1850-1950. Waar en wanneer dat relevant is, worden ook andere elementen getoond van zijn werk waaronder serviezen en meubels, en van zijn werk van en voor gebouwen, schepen en treinen.

## Collectie
De collectie is tot stand gekomen door middel van het bijeenvoegen van verschillende private collecties die aan de stichting zijn geschonken of langdurig in bruikleen zijn gegeven.
De vaste collectie van het museum bestaat hoofdzakelijk uit juwelen en glaswerken, te weten circa drieduizend stuks. Naast de collectie van René Lalique heeft het museum een enorm netwerk van andersoortige kunst-collectioneurs met werk van o.a. Chagall, Picasso, Matisse, Van Dongen, Rietveld, Mondriaan, Van der Leck, Van Doesburg, Huszár, Toorop, Mucha, Gallé, Daum, Gaillard, Verver, Jacta, Malevich, Fabergé, Japanse kunst enz. enz.

## Tentoonstellingen

### Permanente tentoonstelling
Het werk van de juwelen- en glaskunstenaar René Lalique (1860-1945) is zeer divers. In het museum in Doesburg is als vaste collectie een ruime doorsnede hieruit te bezichtigen. René Lalique wordt ook wel “de Da Vinci van de juwelen- en de glaskunst” genoemd. De objecten zijn vervuld van symboliek en “geheime” details. René Lalique heeft namelijk veelvuldig met de microscoop gewerkt, waardoor details voor het ongetrainde oog veelal verborgen blijven.
Vanaf 1876 start de loopbaan van René Lalique met het vervaardigen van juwelen.
Vanuit de juwelen ontwikkelt Lalique zich naar de glaskunst. Aanvankelijk zijn dit kleine "cire perdue" objecten. Voor Coty en andere parfumhuizen ontwerpt Lalique parfumflacons. Vanaf de Eerste Wereldoorlog vervaardigd Lalique vazen, schalen, lampen en zeer grote objecten die in opdracht voor zeer vermogende particulieren en bedrijven worden gerealiseerd.
René Lalique heeft voor verschillende gebouwen onderdelen ontworpen en gemaakt.
In 1929 ontwierp René Lalique de “The angel Doors voor het Oviatt Building.
In 1929 is de voorgevel van het gebouw “Jay-Thorpe Building” in New York, voorzien van Lalique-glas in de bronzen deuren.
Als versiering van de auto heeft René Lalique ornamenten, “Bouchons de Radiateur”, gemaakt die op de dop van de radiateur van auto's van die tijd konden worden bevestigd. Lalique maakte in 1929 glazen panelen voor de Oriënt-Express en ramen voor de Sainte-Nicaise in Reims. Voor de St Matthew's Church in Millbrook op Jersey (The Glass Church) maakte hij een glazen interieur. In de kerk bevinden zich onder andere een glazen doopvont en vier enorme glazen engelen. Ook de plafondbalken zijn gemaakt van glas.

### Tijdelijke tentoonstellingen
Het Lalique museum organiseert tijdelijke tentoonstellingen gericht op de kunststromingen van de periode waarin René Lalique leefde en werkte: 1850 – 1950. Deze periode wordt gekenmerkt door het einde van het classicisme en het begin van het post-modernisme.

### Opsomming van de exposities
Naast de permanente tentoonstelling zijn de hieronder vermelde tijdelijke exposities gehouden:
- 2024/25 Van Jan Toorop tot Kees van Dongen - Van symbolisme tot fauvisme
- 2023/24 Koninkrijk van Kleuren - Kleuren en glas, een gouden combinatie
- 2023/24 Mucha & Tijdgenoten - Vloeiende lijnen van de grafische kunst

- 2022/23 Stromingen & Gestalten 'zilver en juwelen van art nouveau tot art deco'
- 2021/22 De Stijl, Theo van Doesburg & Tijdgenoten
- 2019/21 Koninklijk Licht 'Koninklijke geschenken en Lichtontwerpen van René Lalique'
- 2019/19 Oosters Licht 'de invloed van Japan op de westerse kunst'
- 2018/19 Marc Chagall 'Edelstenen uit de hemel'
- 2017/18 Jan Toorop & Het Animisme
- 2016/17 Art Nouveau & Japonisme 'Een nieuwe Golf'
- 2015/16 Art Nouveau 'Fleurs, Faune, Femmes'
- 2014/15 Parfum 'Fragrance et Seduction'
- 2013/14 Lalique, Lalique, Lalique
- 2012/13 Vrouwelijke Heiligheid 'De Moeder'
- 2011/12 Lalique 'Het begin'

### Publicaties
Vanuit het Lalique Museum zijn onder meer de publicaties verschenen:
- Microcosmos 1	'René Lalique' |  2011/12
- Benjamin Janssens & Linda Roelfszema
- Microcosmos 2 & 3  	'Parfum, een nieuwe revolutie' | 2013/14
- Benjamin Janssens & Linda Roelfszema
- Oosters Licht	'De invloed van Japan op de Westerse Kunst' | 2019
- Benjamin Janssens & Linda Roelfszema
- Koninklijk Licht 	'Koninklijke geschenken en Lichtontwerpen van René Lalique'
- Benjamin Janssens & Linda Roelfszema | 2019/20
- De Stijl 	'Theo van Doesburg & Tijdgenoten'
- Benjamin Janssens & Linda Roelfszema | 2020/21
- Stromingen & Gestalten 	Juwelen & zilver van art nouveau tot art deco
- Benjamin Janssens & Linda Roelfszema | 2022
- Mucha & Tijdgenoten 	Vloeiende lijnen van de grafische kunst
- Benjamin Janssens & Linda Roelfszema | 2023
- Van Jan Toorop tot Kees van Dongen  	 Van symbolisme tot fauvisme
- Benjamin Janssens & Linda Roelfszema | 2024

## Informatievoorziening
In het museum zijn op relevante plaatsen schermen geplaatst, die met videobeelden aanvullende informatie tonen.
Gidsen geven de bezoeker een mondelinge toelichting op deze werken.
Daarnaast is er een mediaruimte in het museum waar men boeken en tijdschriften kan raadplegen en waar de mogelijkheid is om informatie uit te wisselen. Het proces van glasblazen in de huidige tijd kan men bekijken op één van de video-schermen in het museum.

## Organisatie
Het Lalique Museum is een stichting met een culturele ANBI-status.

## De gebouwen

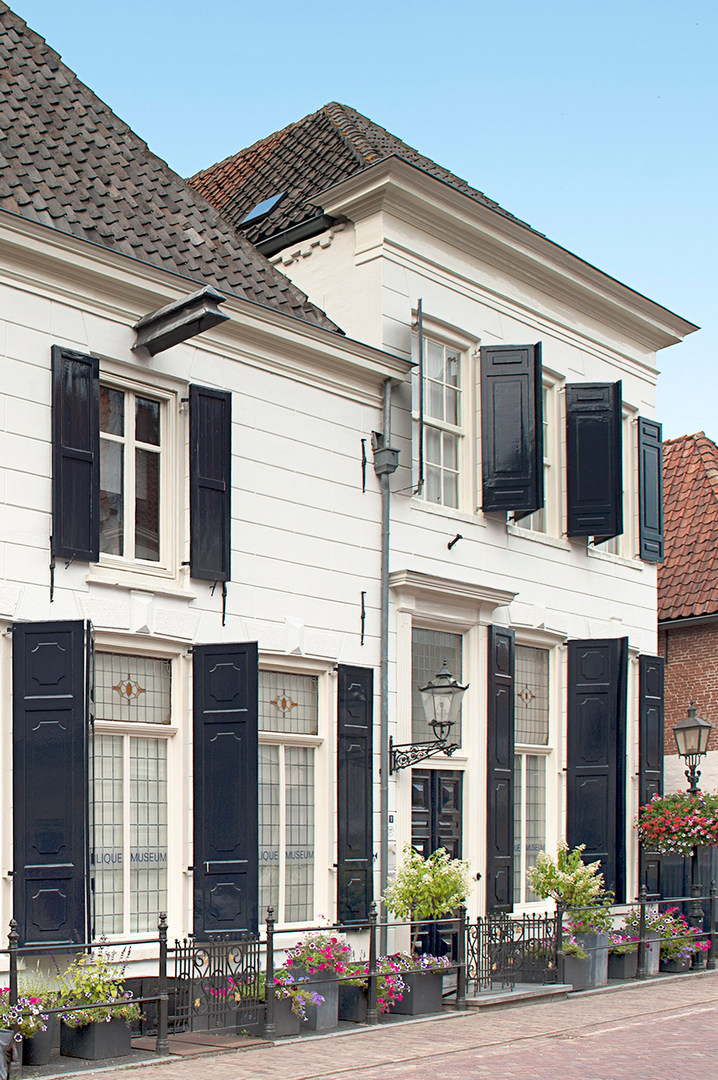
voorgevel van het Lalique Museum in Doesburg

De tentoonstellingen en de horeca  zijn in de gebouwen Gasthuisstraat 1 en Gasthuisstraat 8 ondergebracht. Deze staan tegenover elkaar. In het interieur van Gasthuisstraat 1 zijn voor de bezoekers de 15e-eeuwse kapconstructies zichtbaar, en ook het hijs-rad dat dient voor het verplaatsen van zware lasten.
Beide zijn Rijksmonument, respectievelijk monument nummer 12953 en 12962
De Commanderij, Kerkstraat 11, was vanaf 1286 lange tijd de zetel van de commandeur van de Ridderlijke Duitsche Orde. Het gebouw zal vanaf de zomer 2023 de uitbreiding en hoofdzetel van het Lalique Museum Nederland worden, waar met diverse, moderne middelen de exposities gehouden zullen worden. De begane grond van De Commanderij is in de zomer van 2023 in gebruik genomen. 
Rijksmonument, nummer 12974

## Restauratie De Commanderij
De Commanderij wordt sinds 2015 gerestaureerd en zal vanaf 2023 als museumgebouw voor het Lalique Museum fungeren. Vanaf 2025/2026 zal de restauratie gereed zijn. 
De oudste delen dateren uit 1286 en het complex is daarmee één van de oudste panden van Hanzestad Doesburg.
Het gebouw staat tussen de Kerkstraat en de Heerestraat had diverse bestemmingen.
Het gebouw is, nadat de Ridderlijke Duitse Orde het complex heeft afgestoten in gebruik geweest als weeshuis, concertzaal, vrijmetselaarsloge. Het deed het laatst dienst als pannenkoekenrestaurant annex kegelbanen van de familie Oorlog.
Bronnen: De Gelderlander, Regiobode,  Doesburg Direkt, Doesburg TV, lezing over Commanderij door historicus E.J. Harenberg